# Fennek (pantserwagen)
De Fennek is een Duits-Nederlandse pantserwagen, die onder licentie ook in Nederland werd gebouwd voor de Koninklijke Landmacht, waar hij in gebruik is sinds 2006. Er zouden in totaal 410 exemplaren in verschillende uitvoeringen geleverd worden, waarvan de laatste in 2008. In 2012 werden veertig overtollige Fennekvoertuigen gestript voor reserveonderdelen. Drie voertuigen zijn operationeel verloren gegaan in onder andere Afghanistan. Het Duitse leger beschikt over 206 Fennek-voertuigen. 
De Fennek is genoemd naar de fennek, een kleine woestijnvos, vanwege een aantal kenmerken die dit dier zou bezitten: stil, onopvallend, scherp observerend en zo nodig snel en fel.

## Geschiedenis
De pantserwagen werd gebouwd door het samenwerkingsverband ARGE, waarin het Duitse Krauss-Maffei Wegmann en SP Aerospace & Vehicle Systems uit Geldrop deelnamen. Toen de laatste firma failliet ging nam Dutch Defence Vehicle Systems (DDVS) de productie over. Met de aanschaf was een bedrag gemoeid van 869 miljoen gulden. De Nederlandse order werd drie jaar later geleverd dan oorspronkelijk de bedoeling was. De Fennek is in Nederland ingevoerd ter vervanging van de M113 C&V, de Landrover 7.5 kN verkenning en diverse subtypes uit de YPR-765 familie.:p52
In Duitsland verving de Fennek LVB bij de verkenningseenheden de Spähpanzer 2 (SpPz 2) Luchs, de Fennek Fü-/ErkdFzg Pi bij de genie het Transportpanzer 1 (TPz 1) Fuchs Pionierführungsfahrzeug, en wordt de Fennek JFST gebruikt bij de Gemeinsamer Feuerunterstützungstruppen (GeFUsT) of Joint Fire Support Teams (JFST) van de Duitse verkenningseenheden.
Sinds februari 2023 beschikt ook het Oekraïense leger over Fenneks.

## Nederlandse Fennek-versies
De Koninklijke Landmacht heeft zeven uitvoeringen van de Fennek in gebruik:

### Fennek LVB
Van de Fennek LVB (licht verkennings- en bewakingsvoertuig) zijn 144 exemplaren geleverd. Deze versie beschikt onder meer over een BAA ( Beobachtungs- und Aufklärungsausstattung ((nl)  Observatie- en verkenningsuitrusting) ) met op een uitschuifbare mast gemonteerde dag- en nachtzichtapparatuur, laserafstandsmeter (LAM) en ccd-camera. De mast kan worden uitgeschoven tot 1,5 m boven het voertuig, ofwel 3,29 m boven de grond. De mastkop kan ook worden afgenomen en op afstand van het voertuig op een statief worden geplaatst: het voertuig kan zo verborgen blijven. De Fennek LVB is bewapend met een zware .50 mitrailleur.

### Fennek MRAT
De Fennek MRAT (Medium Range Anti Tank) is voorzien van een Rafael Spike MR (voorheen 'Rafael Gill') antitankraket. Het wapen wordt van binnenuit elektronisch op afstand bediend. Het richtsysteem bestaat uit een periscoop, afgeleid van de PERI Z I7. Er zijn 48 exemplaren van de Fennek MRAT in gebruik.

### Fennek SWP

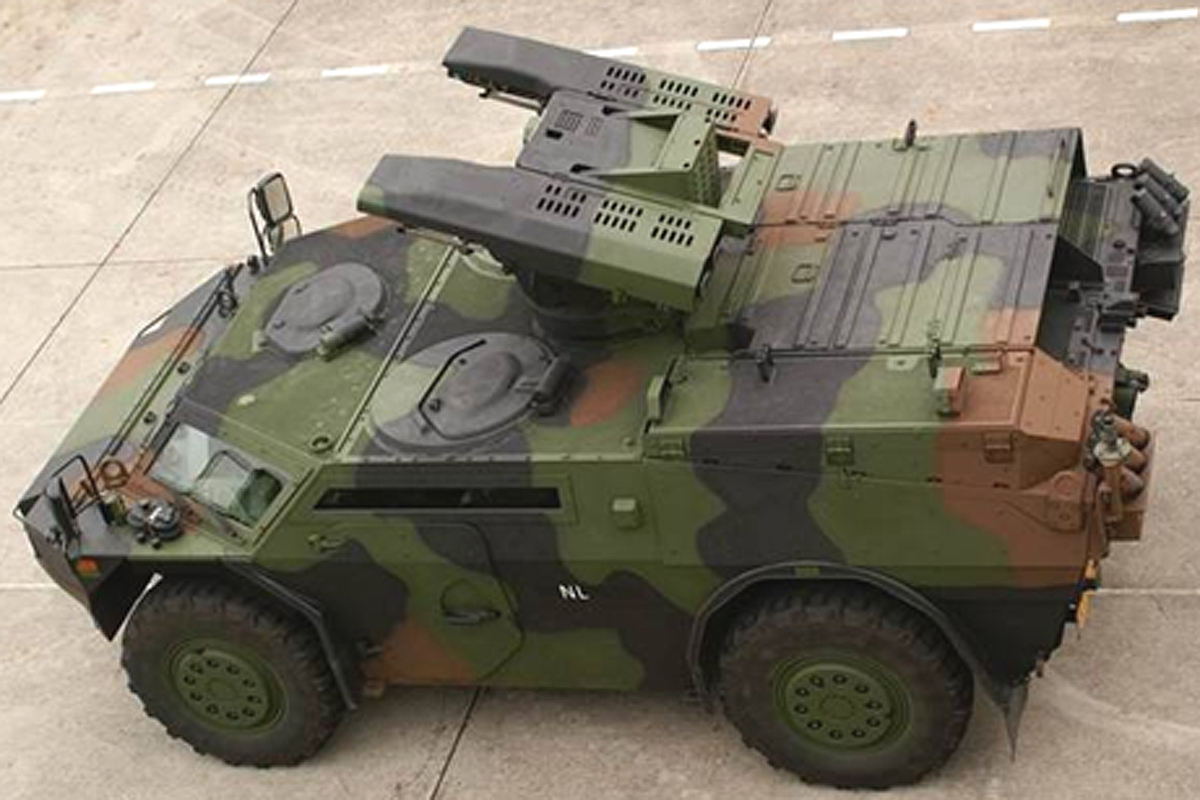
Fennek SWP

Van de Fennek AD zijn 18 exemplaren in 2007 omgebouwd tot Stinger Weapon Platform (SWP). Deze luchtverdedigingsversie van de Fennek is voorzien van een volledig geïntegreerd Stinger Launching System (SLS) waarmee 4 Stingerraketten tot vuren gereed zijn geplaatst in twee lanceerinstallaties. Het SLS is geplaatst op een in Turkije door Aselsan gebouwd Pedestal Mounted Air Defence System (PMADS). Het systeem wordt van binnenuit bediend en beschikt onder andere over een warmtebeeldcamera, een tv-camera en een laserafstandsmeter. De schutter kan met een druk op de knop het raketsysteem automatisch op een doel richten. Het geïdentificeerde luchtbeeld is zichtbaar op een scherm in de Fennek zelf, en met de luchtbeeldinformatie neemt de Stingercommandant zelfstandig beslissingen over het bestrijden van luchtdoelen. Het systeem is in staat om 2 Stingers tegelijkertijd te activeren en als 'Ripple Fire' kort na elkaar af te vuren.

### Fennek VWWRN

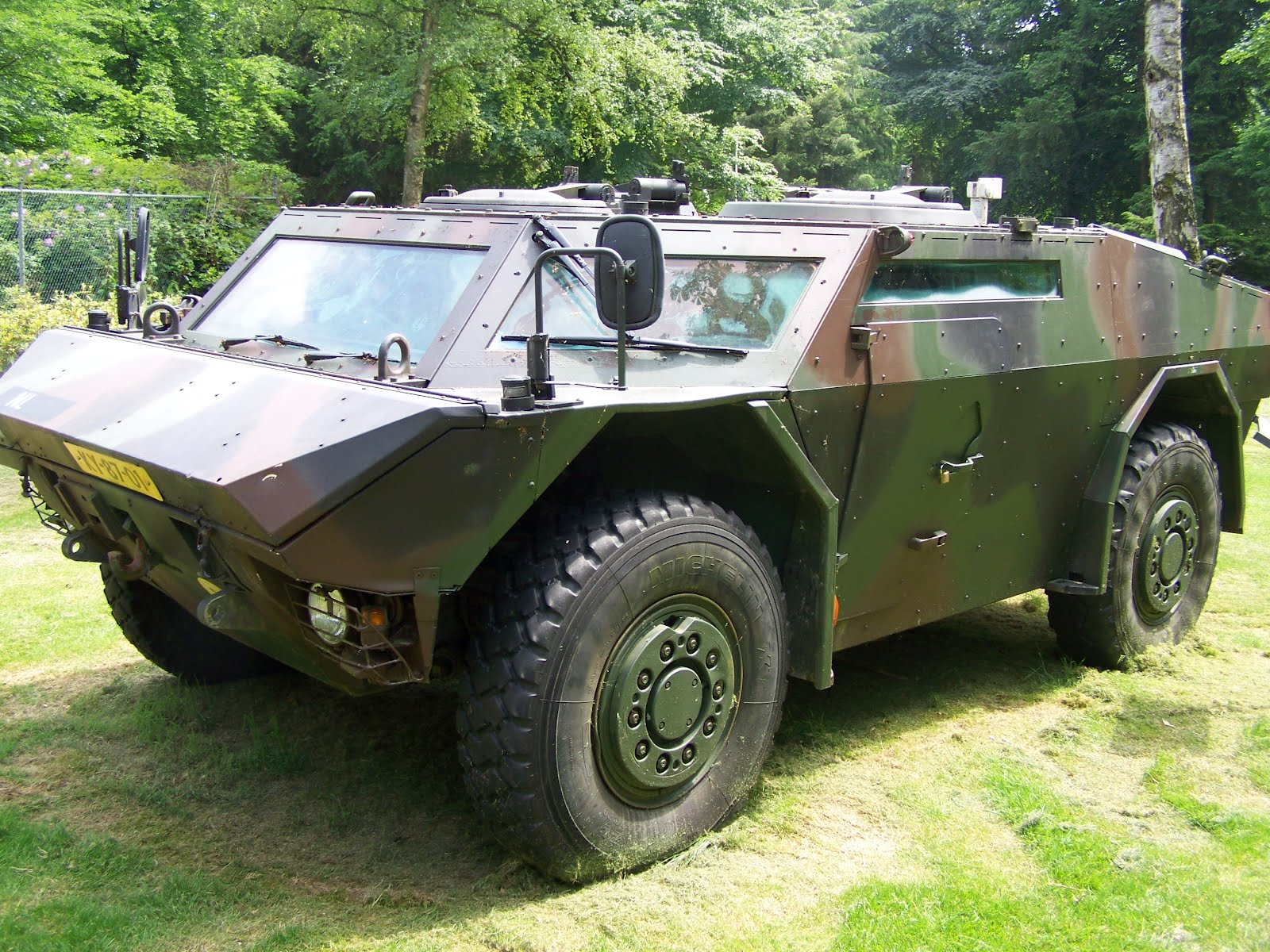
Fennek prototype in Museumpark Harskamp

Er zijn 45 stuks van de Fennek VWWRN (VoorWaartse WaaRNemer). Deze verving vanaf 2007 de YPR-765 bij de voorwaartse waarnemersgroepen. In de Fennek VWWRN heeft de voertuigcommandant, die tevens een vuursteunofficier is, vergeleken met de Fennek LVB extra Command & Control (‘C2’)-hardware om vuursteuncoördinatie-taken uit te voeren. Het voertuig is voorzien van meerdere radio's en van hardware zoals warmtebeeld- en daglichtcamera’s, een laserafstandsmeter, een geavanceerd navigatiesysteem (GPS in combinatie met TALIN) en een centrale computer met Advanced Fire Support Information System software (AFSIS) en beeldschermen voor de visuele representatie van informatie om vuursteun aan te vragen vanaf de grond, vanuit de lucht en vanaf zee.
De voorwaartse waarnemers zijn de ogen van de vuursteun. De speciale waarnemingsuitrusting (BAA-kop met graticule) van deze Fennek bevindt zich organiek in het voertuig en hiermee kunnen doelen al op grote afstand worden opgespoord en verwerkt. De houwitsers van de artillerie kunnen hierdoor de doelen snel en nauwkeurig onder vuur nemen. Indien nodig kan deze speciale uitrusting ook buiten het voertuig worden gebruikt (uitgestegen optreden).

### Fennek TACP
Er zijn acht stuks van de Fennek TACP (Tactical AirControl Party). Deze Fennek is speciaal uitgerust voor waarneming en missieleiding voor luchtsteun aan grondtroepen door zogenaamde tactical air control parties. De Fennek TACP verschilt van de Fennek VWWRN door een radio waarmee contact wordt onderhouden met vliegtuigen. In de Fennek TACP zitten drie soorten radio’s: UHF (AN/PRC 117) ten behoeve van de grond-lucht verbindingen, VHF (HF-7000) voor grond-grond verbindingen over lange afstand en FM (FM-9500) voor verbinding binnen het bataljon c.q. de brigade.
Een TACP bestaat uit een officier als Forward Air Controller (FAC), een onderofficier als Laser Operator (LO) en een korporaal die optreedt als chauffeur en bedienaar van de radio’s. Verder beschikt de TACP over een lichtgewicht laser-doelaanwijzer (Laser Target Designator (LTD) met een daaraan gekoppelde warmtebeeldkijker, een ‘Leica Vector 21’ handheld en ‘eyesafe’ laserafstandsmeter (LAM). Deze componenten kunnen gekoppeld worden aan het Automatic Target Hands-off System (ATHS) dat de FAC in staat stelt om naast een nauwkeurige doelpositie de gegevens over onder meer aanvliegroute, positie van eigen troepen en overige informatie digitaal met een druk op de knop via een datalink te verzenden naar de navigatie- en vuurleidingcomputer van het Close Air Support (CAS) vliegtuig. De TACP beschikt daarnaast over nachtzichtapparatuur, een infrarood-doelaanstraler en een infrarood-baken zodat ook ’s nachts opgetreden kan worden.

### Fennek MR
De Fennek MR (Mortier) is ingericht voor het vervoer van een L16 A2 81mm-mortier, bedoeld om op compagnieniveau het nabijgevecht met mortiervuur te ondersteunen. De mortier wordt op het 'achterdek' van de Fennek MR vervoerd. Om te vuren moet het wapen, het affuit en de richtmiddelen eerst worden samengesteld. Daarna stelt men de mortier in de juiste richting. De munitie wordt in en op het voertuig vervoerd. De Fennek MR heeft Command & Control (‘C2’)-middelen en de Advanced Fire Support Information System software (AFSIS) voor het bataljonsniveau. Er zijn 39 voertuigen van deze versie.

### Fennek AD
De 63 Fenneks AD’s ("Algemene Dienst") voor algemene doeleinden verschillen van het Fennek-verkenningsvoertuig door het ontbreken van de BAA-kop. De Fennek AD wordt vooral gebruikt als commandovoertuig.
Achterop iedere Fennek zijn twee rookbuslanceerinrichtingen met elk drie lanceerbussen gemonteerd. De bemanning bestaat uit drie personen: een voertuigcommandant, een chauffeur en een boordschutter. Een aantal Fenneks (van diverse types) is voorzien van (voorzieningen voor) HF-radio.

## Inzet
De Fennek is zowel door het Nederlandse als het Duitse leger ingezet in Afghanistan. Daar is een Duitse Fennek op 28 juni 2006 geraakt door een RPG-7 antitankraket en een Nederlandse Fennek op 3 november 2007 door een bermbom. De Duitsers kwamen er met lichte verwondingen vanaf, maar bij de Nederlanders verloor een soldaat het leven en raakten twee anderen gewond.